# Achille Castiglioni
Achille Castiglioni (Milano, 16 febbraio 1918 – Milano, 2 dicembre 2002) è stato un architetto e designer italiano.

## Biografia

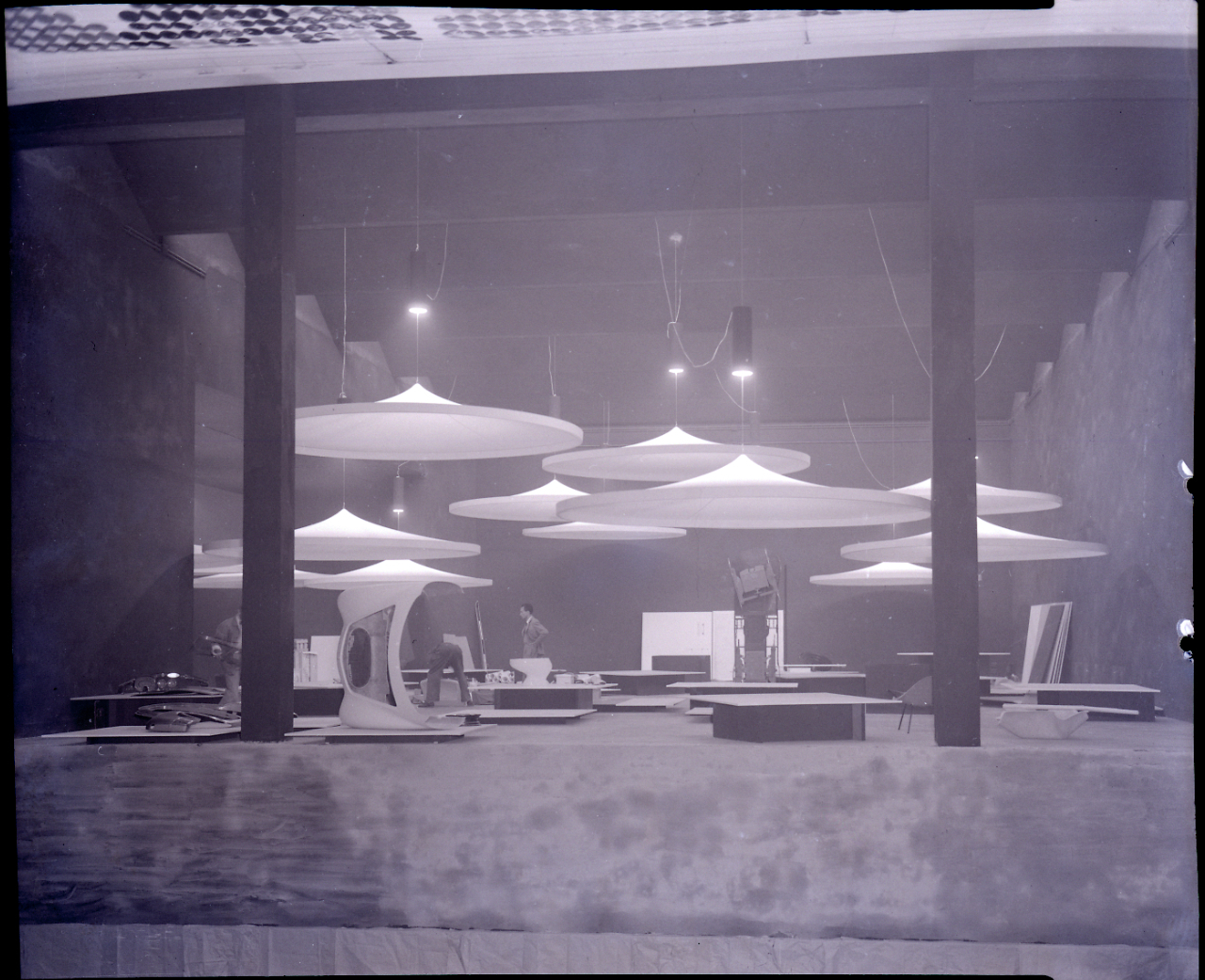
Milano, X Triennale: allestimento del padiglione dell'Industrial Design interno a Palazzo dell'Arte su progetto di Pier Giacomo e Achille Castiglioni.

Figlio dello scultore Giannino e di Livia Bolla, si laureò al Politecnico di Milano nel 1944; dopo la laurea lavorò nello studio dei fratelli maggiori Livio (1911-1979) e Pier Giacomo (1913-1968) in Corso di Porta Nuova, 52 a Milano, successivamente, col solo Pier Giacomo, in piazza Castello, 27 a Milano, dedicandosi a progetti di urbanistica, architettura, mostre, esposizioni e product design. Nel 1944 partecipa, insieme ai fratelli, alla VII Triennale di Milano. Il design di Achille Castiglioni è sempre stato improntato a una ricerca di funzionalità, anche attraverso il riuso funzionale di oggetti già presenti nella produzione. Nel 1956 fu tra i fondatori dell'ADI, Associazione per il disegno industriale.
Negli anni 1952-1953 si occupa della ricostruzione postbellica del Palazzo della Società per le Belle Arti ed Esposizione Permanente di Milano. Tra il 1955 e il 1979 vince sette premi Compasso d'oro, l'ultimo lo vince nel 1979 per la lampada Parentesi progettata insieme a Pio Manzù. Alla Triennale vince numerosi premi: nel 1947 una Medaglia di bronzo, nel 1951 e nel 1954 un Gran Premio, nel 1957 una Medaglia d'argento e una Medaglia d'oro, nel 1960 una Medaglia d'oro e nel 1963 un'altra Medaglia d'argento.
Fin da bambino Castiglioni era attento alla forma e al funzionamento degli oggetti in cui si imbatteva, a partire naturalmente dai giocattoli; nel tempo ha raccolto centinaia di oggetti che assumono i contorni di “object trouvés” quasi tutti privi di valore solo perché la loro forma lo incuriosiva e presso il suo studio, oggi fondazione Achille Castiglioni, visitabile in Piazza Castello 27 a Milano, è possibile trovare la sua raccolta di oggetti anonimi divisa per tipologie all’interno di vetrinette come ad esempio le forbici, occhiali e molto altro.
Dal 1971 presiede il corso di "Progettazione artistica per l'industria" presso la Facoltà di Architettura del Politecnico di Torino. Dal 1980 al 1993 è professore ordinario di "Disegno industriale" al Politecnico di Milano. Si ricordano i design di sedie come Mezzadro e Sella (1957), la poltrona Sanluca (1959), la lampada da scrivania Tubino (1951), la lampada da terra Luminator (1955), la lampada da terra Arco (1962) prodotta da Flos, la lampada da tavolo Taccia (1962), il sedile Allunaggio (1962) e la lampada da terra Toio.
Quattordici delle sue principali opere sono presenti al MOMA di New York dove, nel 1997, curatrice Paola Antonelli, venne realizzata la più grande retrospettiva mai dedicata da quel museo ad un designer italiano. Oltre al museo statunitense, altre importanti gallerie espongono le sue opere tra cui: Victoria and Albert Museum di Londra, Kunstgewerbe Museum di Zurigo, Staatliches Museum fur Angewandte Kunst di Monaco, Museo del Design di Prato, Uneleckoprumyslove Museo di Praga, Israel Museum di Gerusalemme, The Denver Art Museum, Vitra Design Museum di Weil am Rhein, Angewandte Kunst Museum di Amburgo e di Colonia.
Achille Castiglioni in coppia con il fratello Pier Giacomo ha progettato oggetti di produzione seriale per aziende come: Kartell, Zanotta, FLOS, Bernini, Siemens, Knoll, Poggi, Lancia, Ideal Standard, Arflex, Alessi. È morto il 2 dicembre 2002, all'età di 84 anni, in seguito ai postumi di una caduta accidentale nel suo studio di Piazza Castello a Milano.
Così come il fratello Livio, è stato sepolto nel cimitero di Chiaravalle, ove i resti sono poi stati raccolti in una celletta.

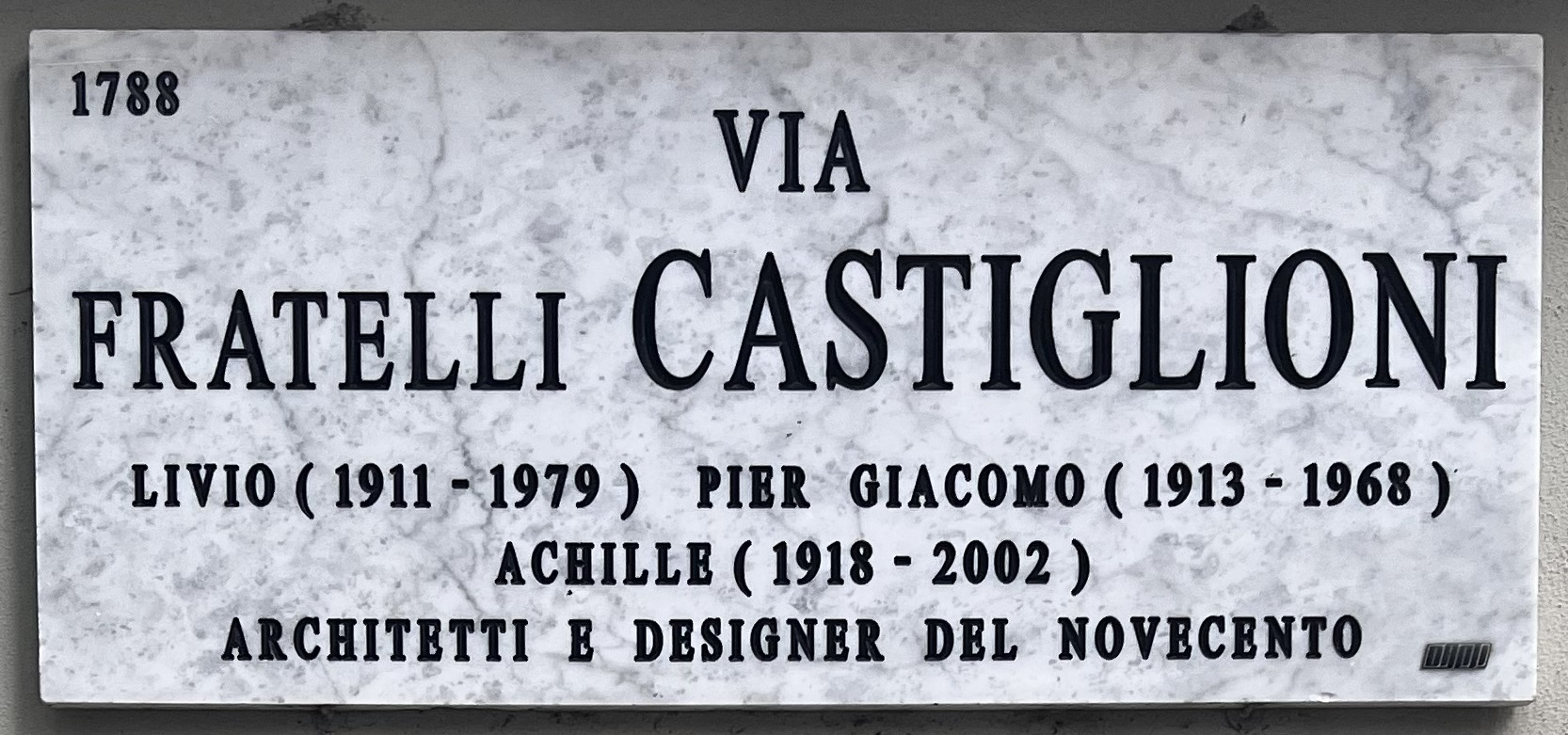
Targa stradale commemorativa, Milano

Nel 2014 ai fratelli Castiglioni è stata dedicata una via a Milano in zona Porta Nuova.

## Archivio
L'archivio Achille Castiglioni, conservato presso lo Studio Museo Achille Castiglioni è costituito da 191 progetti di architettura, 484 progetti di allestimenti e 290 progetti di industrial design conservati in 313 tubi, 336 scatole e 12 cassetti per un totale di circa 11.500 tra disegni tecnici e schizzi a mano libera. L'archivio comprende, inoltre, 130 modelli plastici, 70 scatole e 5 cassetti contenenti circa 13.000 fotografie, 57 scatole contenenti circa 10.000 diapositive, 408 scatole contenenti circa 6.500 lastre di vetro e negativi. Sono, infine, conservati 53 videocassette, 77 DVD, 15 audiocassette, 2.300 circa estratti di riviste, 2.220 circa libri, 1.843 cataloghi, e 868 oggetti d'uso anonimi raccolti da Achille Castiglioni.

## Opere

### Architettura
- 1952-1953 Torre del Palazzo della Permanente, Milano (con Pier Giacomo Castiglioni)
- 1956 Chiesa di San Gabriele Arcangelo in Mater Dei, Milano (con Pier Giacomo Castiglioni)
- 1958 Camera di commercio, industria e agricoltura, Milano (con Pier Giacomo Castiglioni)
- 1960 Birreria Splugen Brau, Milano (con Pier Giacomo Castiglioni)
- 1968 Negozio Omega, Piazza Duomo, Milano (con Pier Giacomo Castiglioni)
- 1969 Casa Castiglioni, Milano

### Allestimenti
- Progetto Padiglione dell'industrial design, Palazzo dell'Arte Bernocchi, X Triennale, Milano 1954 (con Pier Giacomo Castiglioni)
- 1957 "Colori e forme nella casa d'oggi", Villa Olmo a Como (con Pier Giacomo Castiglioni)
- 1963 "Vie d'acqua da Milano al mare", Palazzo Reale, Milano (con Pier Giacomo Castiglioni)
- 1965 "La casa abitata", Palazzo Strozzi, Firenze (con Pier Giacomo Castiglioni)
- 1984 "Achille Castiglioni", Österreichisches Museum für Angewandte Kunst, Vienna
- 1988 "Le città del mondo e il futuro delle metropoli", XVII Triennale, Palazzo dell'arte, Milano (con Paolo Ferrari e Italo Lupi)
- 1995 "A la Castiglioni", Centre d'Art Santa Monica, Barcellona

X Triennale di Milano, 1954: allestimento del padiglione dell'industrial design interno a Palazzo dell'Arte Bernocchi. Foto di Paolo Monti.
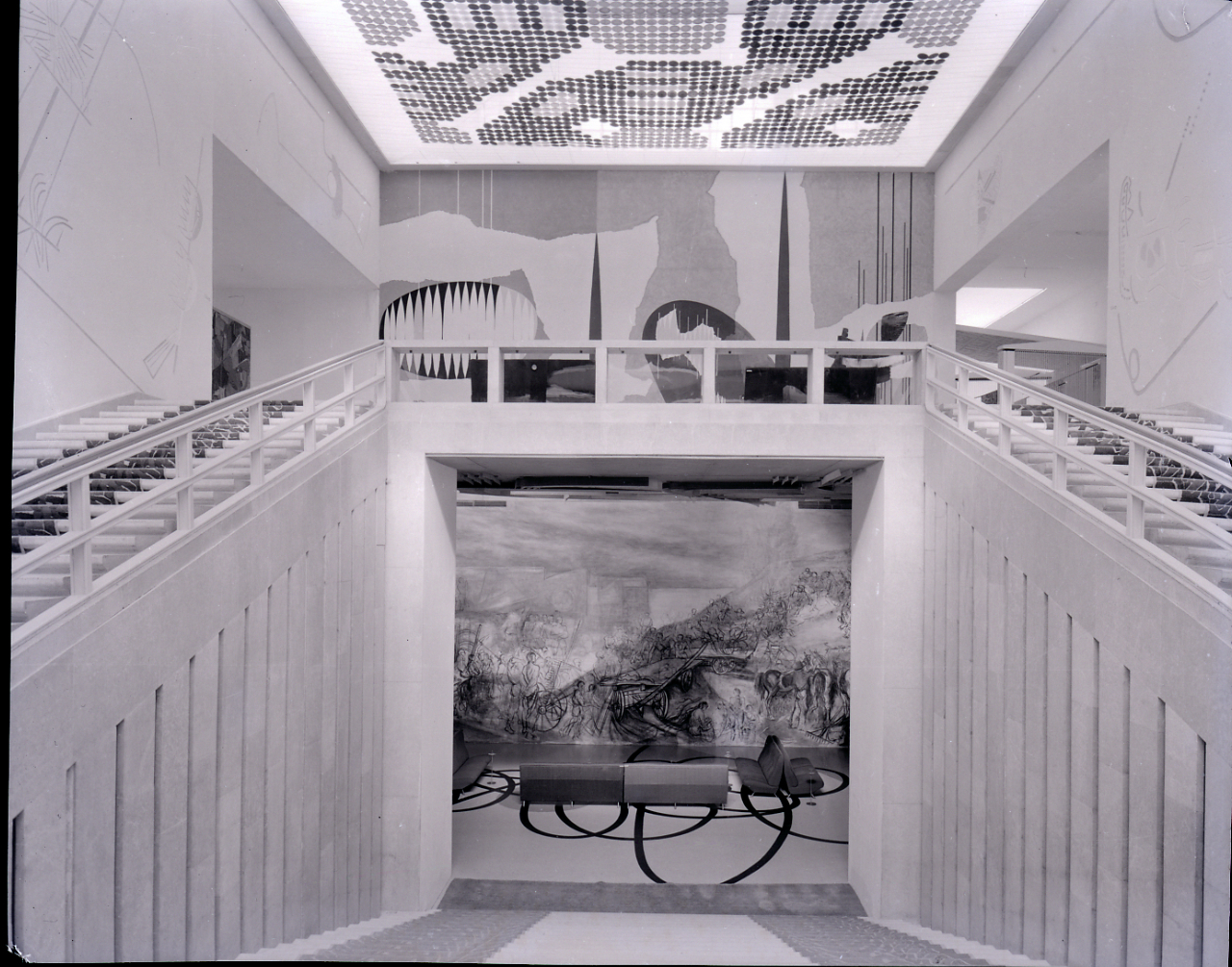
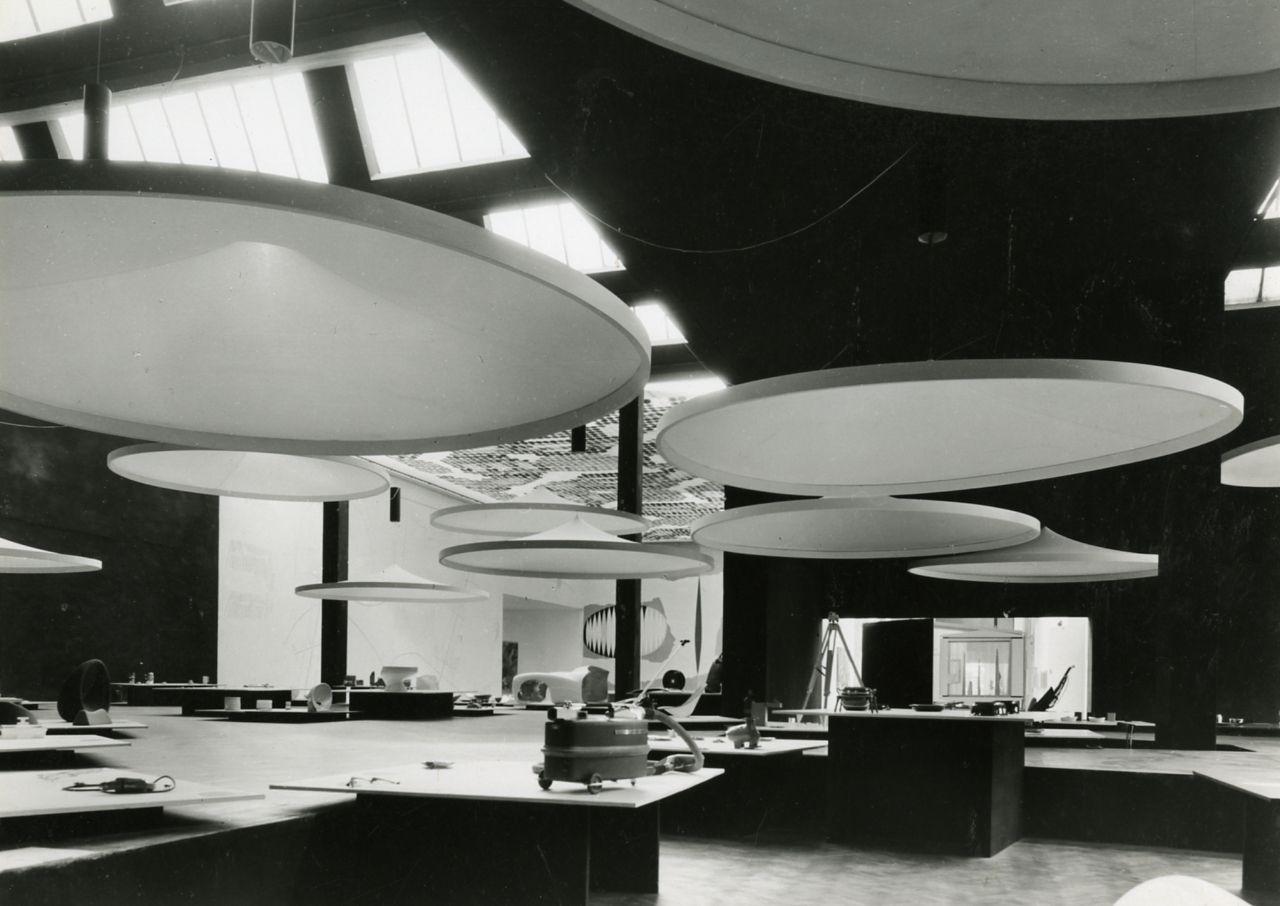
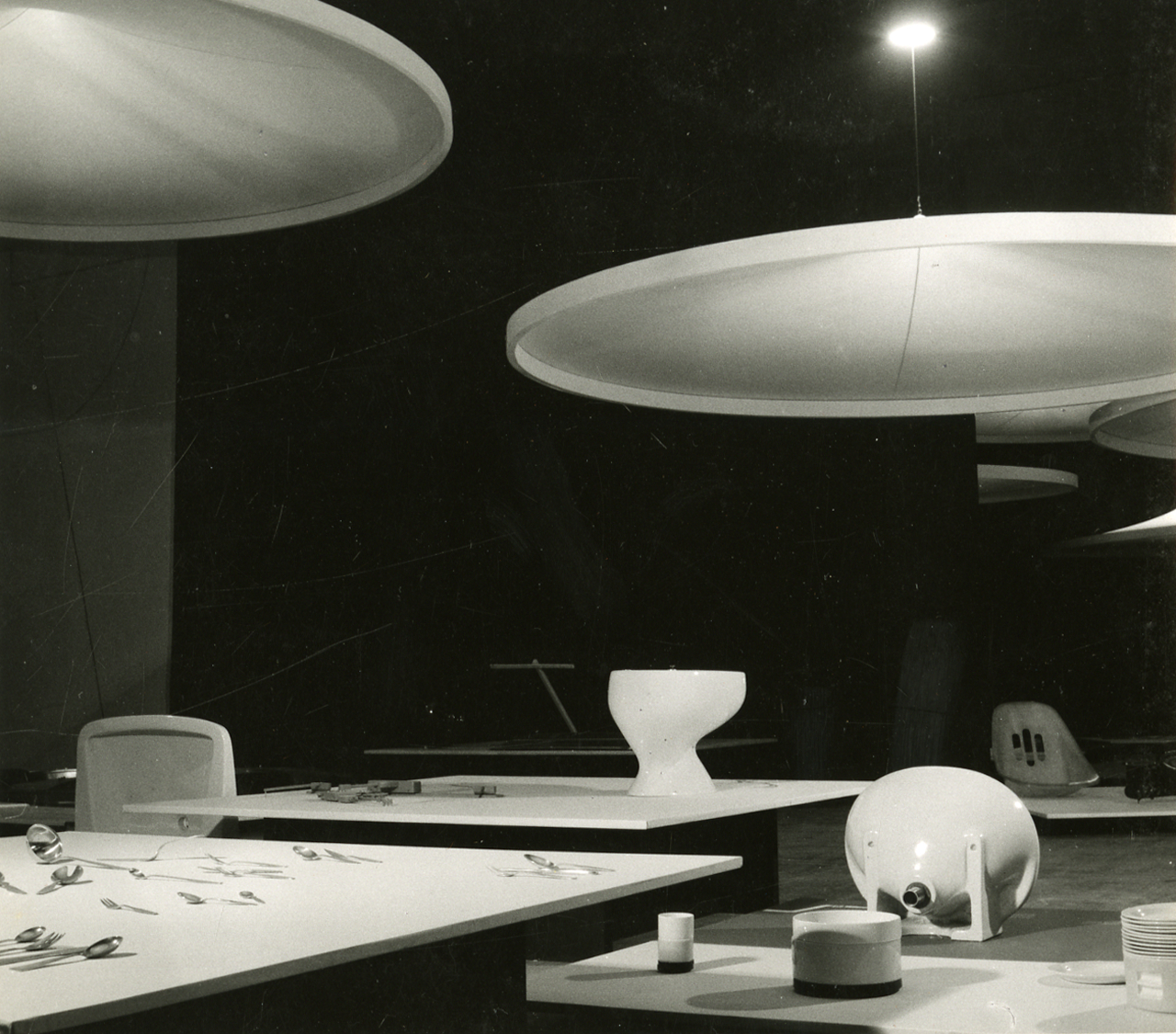
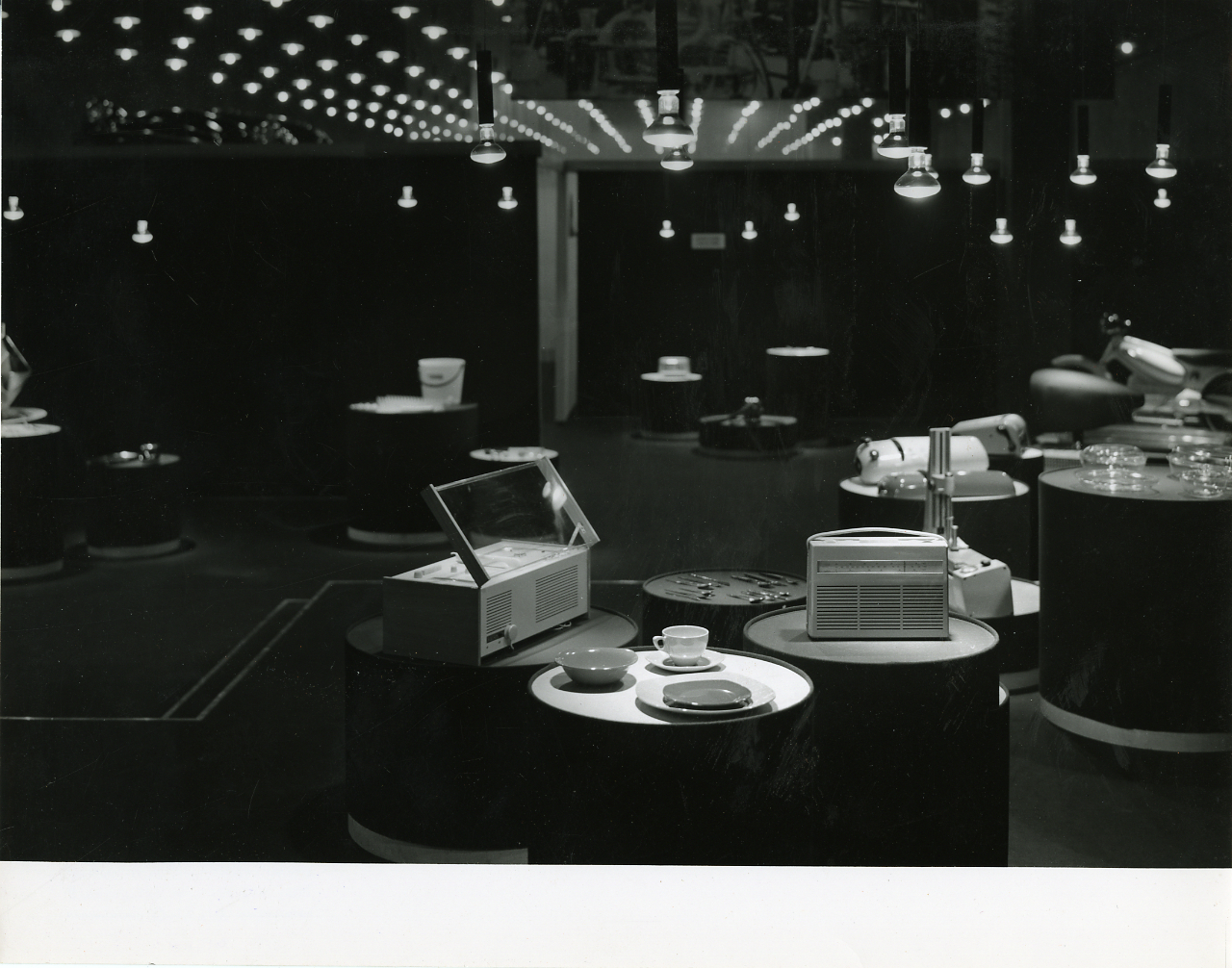
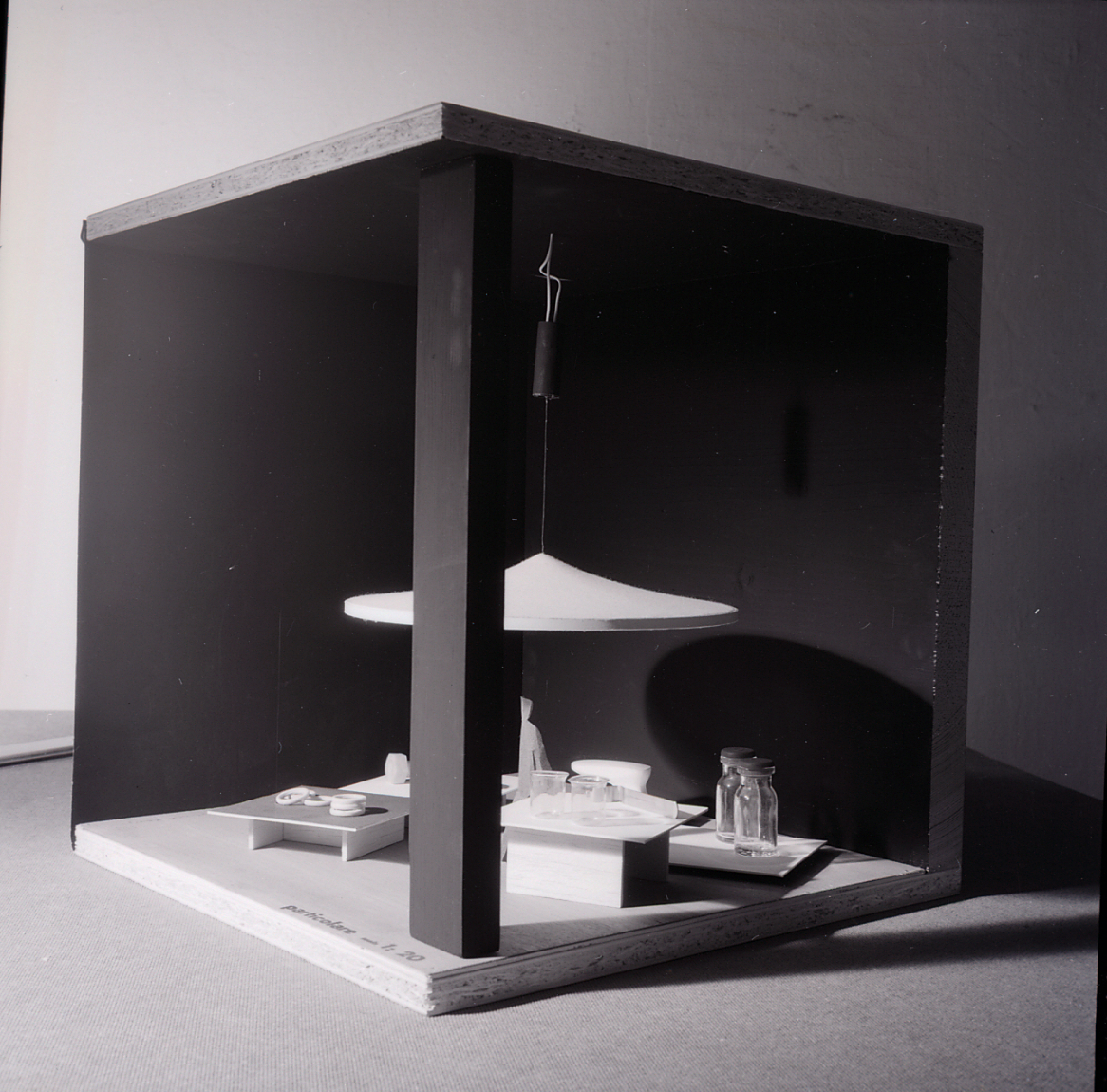
Modello dell'allestimento

### Disegno industriale
- 1956 Spalter, aspirapolvere

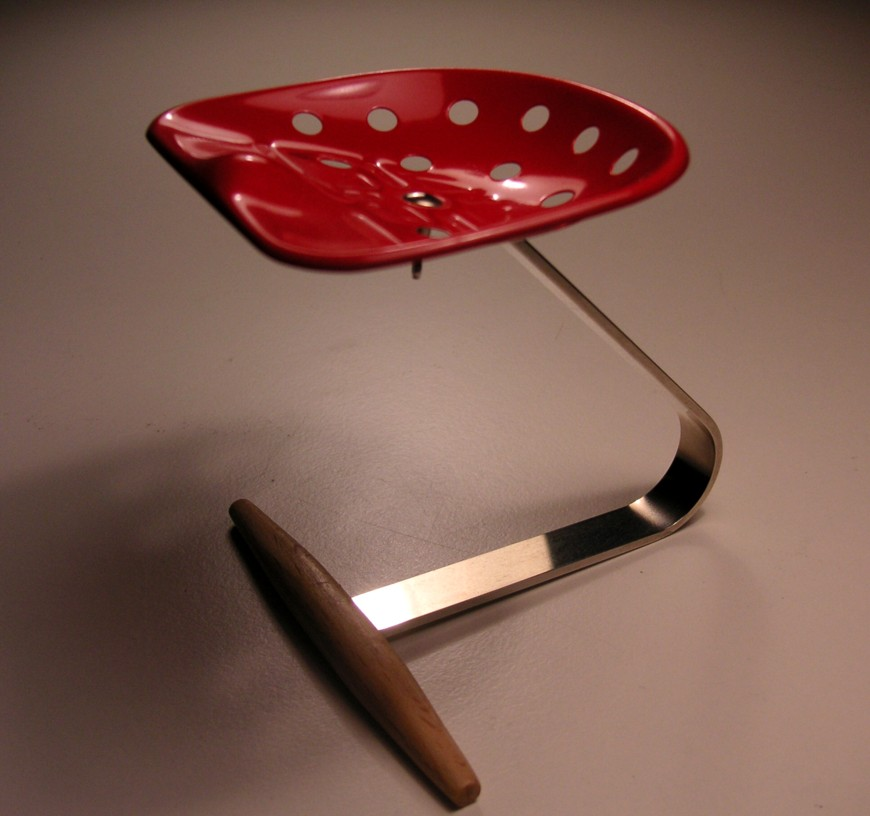
Achille e Pier Giacomo Castiglioni - Sedia Mezzadro (1957)

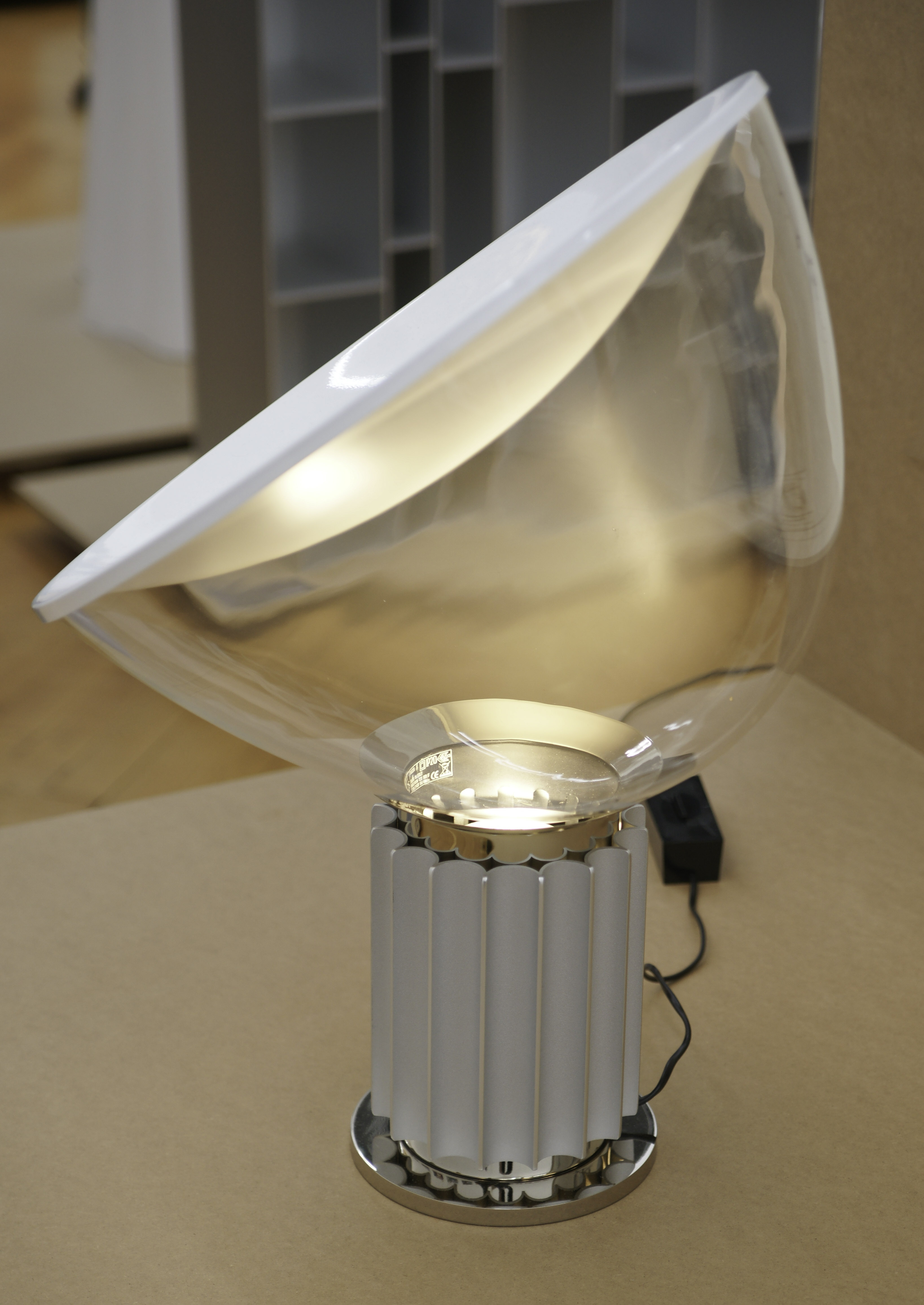
Achille e con Pier Giacomo Castiglioni - Lampada Taccia (1962)

Achille e Pier Giacomo Castiglioni - Lampada Arco (1962)

- 1957 Saliscendi, lampada sospensione per Stilnovo, (con Pier Giacomo Castiglioni)

- 1957 Sella, sedile per Zanotta, (con Pier Giacomo Castiglioni)
- 1957 Sgabello Mezzadro, sedile per Zanotta, (con Pier Giacomo Castiglioni)
- 1957 Poltrona Cubo, seduta per Arflex ,oggi collezione di Meritalia (con Pier Giacomo Castiglioni)
- 1959 Lierna, sedia il cui nome deriva da quello della cittadina sul Lago di Como, (con Pier Giacomo Castiglioni) per Cassina e Gavina, riprodotta nel 2014 su iniziativa della Fondazione Castiglioni
- 1960 Sanluca, poltrona per Gavina (successivamente Knoll, Bernini, Poltrona Frau), (con Pier Giacomo Castiglioni)
- 1960 Taraxacum, Viscontea, lampade per Heisenkeil (oggi collezione Flos), (con Pier Giacomo Castiglioni)
- 1962 Gatto, Gatto Piccolo, lampade per Heisenkeil (oggi collezione Flos), (con Pier Giacomo Castiglioni)
- 1962 Sleek, cucchiaini per barattoli per Kraft e Alessi, (con Pier Giacomo Castiglioni)
- 1962 Toio, lampada a terra per Flos, (con Pier Giacomo Castiglioni)
- 1962 Lampada Taccia, lampada a tavolo per Flos, (con Pier Giacomo Castiglioni)
- 1962 Arco, (con Pier Giacomo Castiglioni) lampada a terra per FLOS
- 1964 Splüghen Braü, lampada da sospensione per Flos (con Pier Giacomo Castiglioni)
- 1964 RR 126, radiofonografo per Brionvega (con Pier Giacomo Castiglioni)
- 1965 Orseggi, servizio di bicchieri, caraffa e decanter per Arnolfo di Cambio e Alessi, (con Pier Giacomo Castiglioni)
- 1965 Firenze, orologio a parete per Lorenz e Alessi, (con Pier Giacomo Castiglioni)
- 1965 Tric, (con Pier Giacomo Castiglioni) sedia pieghevole per BBB
- 1966 Allunaggio, sedile per Zanotta, (con Pier Giacomo Castiglioni)
- 1967 Snoopy, lampada da tavolo per Flos (con Pier Giacomo Castiglioni)
- 1968 Interruttore Rompitratta, per VLM (con Pier Giacomo Castiglioni)
- 1970 Primate, sedile per Zanotta
- 1970 Parentesi, lampade per Flos
- 1971 Spirale, posacenere per Alessi
- 1972 Lampadina, lampada da tavolo per Flos
- 1972 Noce, lampada da tavolo e parete per Flos
- 1975 Aoy, lampada da tavolo per Flos
- 1976 Bibip, lampada da terra per Flos
- 1977 Cumano, tavolo a tre gambe per Zanotta
- 1978 Frisbi, lampada da sospensione per Flos
- 1979 Ginevra, poltrona pieghevole per BBB
- 1980 Gibigiana, lampada da tavolo per Flos
- 1982 Dry, servizio di posate per Alessi
- 1982 Moni, lampada per Flos
- 1982 Giovi, lampada per Flos
- 1983 Paro, calice per Danese
- 1984 Stylos, lampada da terra per Flos
- 1987 Basello tavolino
- 1988 Taraxacum88, lampada per Flos
- 1989 Record, orologio da polso per Alessi
- 1990 Joy, mobili per Zanotta
- 1992 Brera, lampada per Flos
- 1995 Fruttiera scolatoio, per Alessi
- 1995 Tavolo 95, per De Padova
- 1995 Mate,Supremate e Minimate, vassoi per De Padova
- 1996 Scrittarello, tavolo scrittoio per De Padova
- 1996 Fucsia, lampada a sospensione per Flos
- 1997 Bavero, servizio per la tavola per Alessi
- 1998 Diabolo, lampada per Flos
- 2001 CENTO3, set di strumenti da scrittura con Gianfranco Cavaglià (ingegnerizzato e prodotto da EGOUNDESIGN nel 2021)

## Riconoscimenti

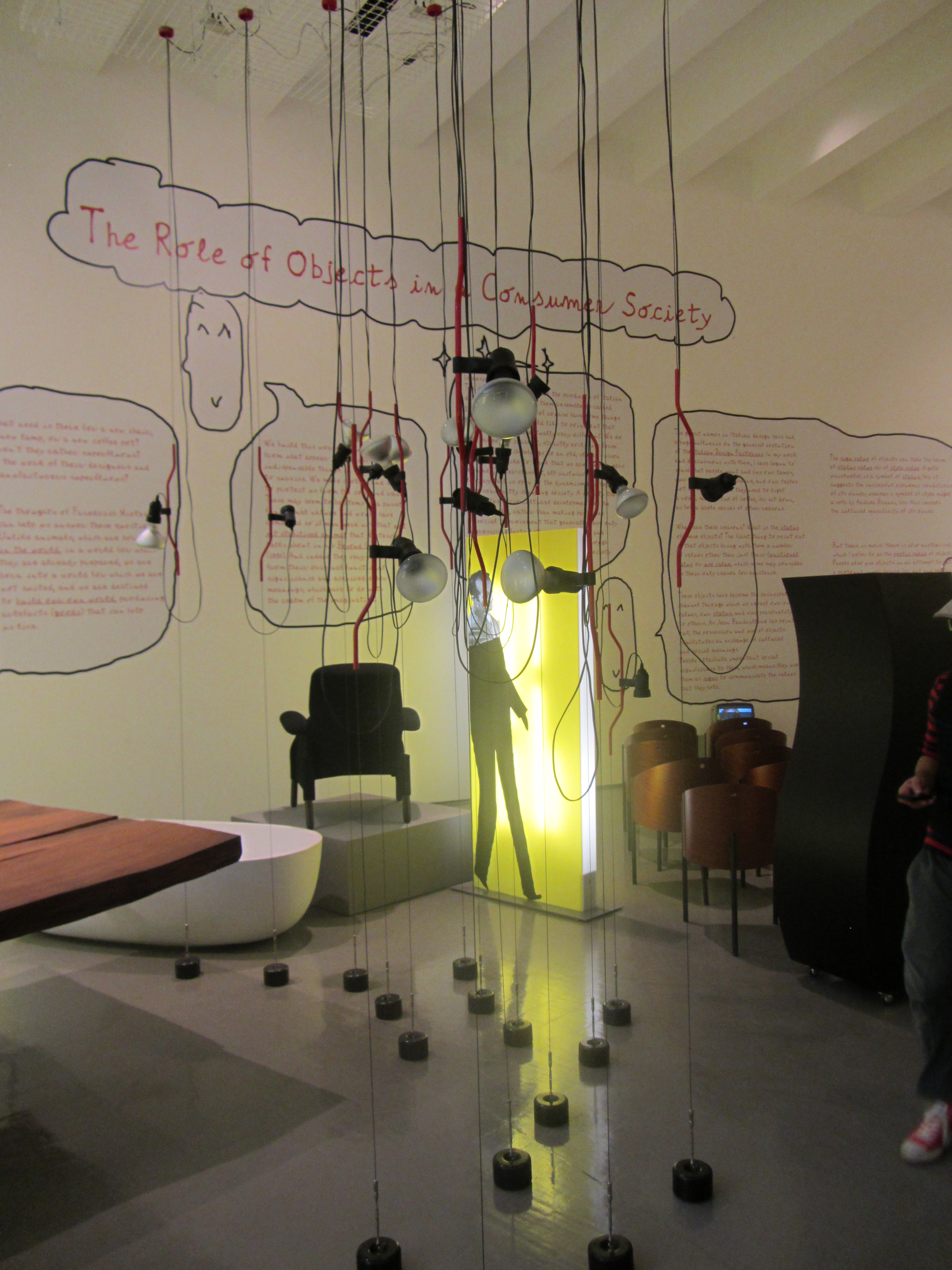
Lampade Parentesi (Compasso d'Oro 1979) esposte al Triennale Design Museum di Milano.

- 1955 Premio Compasso d'oro per la lampada Luminator (con Pier Giacomo Castiglioni)
- 1960 Premio Compasso d'oro per la sedia T 12 Palini (con Pier Giacomo Castiglioni)
- 1962 Premio Compasso d'oro l la macchina da caffè Pitagora (con Pier Giacomo Castiglioni)
- 1964 Premio Compasso d'oro per lo spillatore per birra Spinamatic (con Pier Giacomo Castiglioni)
- 1967 Premio Compasso d'oro per la cuffia per traduzioni simultanee (con Pier Giacomo Castiglioni)
- 1979 Premio Compasso d'oro per la lampada Parentesi
- 1979 Premio Compasso d'oro per il letto d'ospedale Omsa
- 1984 Premio Compasso d'oro per le posate Dry
- 1985 Membro d'Onore del “Comitee of Advisors” all'Art Center College of Design di Pasadena in California e di Montreux in Svizzera
- 1986 Membro d'Onore del Faculty of Royal Designers for Industry della Royal Society of Art di Londra
- 1987 Laurea Honoris Causa dal Royal College of Art di Londra
- 1989 Compasso d'Oro Menzione speciale: “Per aver innalzato, attraverso la sua insostituibile esperienza, il design ai valori più alti della cultura”.
- 1993 Premio annuale “The Chartered Society of Designer” di Londra
- 1994 Premio “Primavera del Design” dal Dipartimento di Cultura di Catalunya
- 1995 Premio “Art sur Table” dal Conseil National des Art Culinaire di Parigi
- 1996 Premio “IF Design Wettbewerb” dal Industrie Forum Design di Hannover
- 1996 Premio “Longevity-Lanlebigkeit” dal Design Center di Stoccarda
- 1999 Premio Domus/INARCH 1998 alla carriera da INARCH.
- 1999 Premio “Targa d'Oro Unione Italiana per il Disegno” dalla Facoltà di Architettura di Genova
- 1999 Primo posto al Concorso “Sostegni per l'Ambiente” indetto dall'Enel, con l'arch. Michele De Lucchi
- 2001 Laurea Honoris Causa in Disegno Industriale dal Politecnico di Milano

## Collezioni
- Museum of Modern Art di New York
- Metropolitan Museum of Art di New York
- Detroit Institute of Arts di Detroit
- San Francisco Museum of Modern Art di San Francisco
- Art Institute of Chicago di Chicago
- Centre Pompidou-Metz di Parigi
- Museum Boijmans Van Beuningen di Rotterdam
- Victoria and Albert Museum di Londra
- Museo d'Israele di Gerusalemme
- Vitra Design Museum di Weil am Rhein